# Kondor (Satellit)
Kondor (russisch Кондор) war ein russischer Radarsatellit.
Er wurde am 27. Juni 2013 mit einer Strela-Trägerrakete ins All gebracht. Der Satellit mit 1150 kg Masse diente der Erdbeobachtung. Nach dem Start erhielt er den Tarnnamen Kosmos 2487 der Kosmos-Reihe. Er verglühte am 29. November 2022. Kondor war der erste Satellit einer geplanten Reihe von Erdbeobachtungssatelliten mit optischer und Radarnutzlast. Die Kondor-Satellitenreihe wird von NPO Maschinostrojenija (kurz NPO Masch) seit 1993 entwickelt. Die Satelliten sind mit einem S-Band-Radar (Wellenlänge von 9,5 cm) und einer zugehörigen Antenne mit einem Durchmesser von etwa 6 Metern ausgerüstet. Damit lässt sich eine Auflösung von 1–3 m erreichen. Ein zweites Exemplar, welches die Bezeichnung Kondor-E 1 trug, folgte am 19. Dezember 2014.